# IN MY DREAM (真行寺恵里の曲)
IN MY DREAM（イン・マイ・ドリーム）は真行寺恵里の1枚目のシングル。

## 内容
最大のヒット・シングルとなったデビュー作は、WOWOW「ブレンパワード」オープニング・テーマ。

## 収録曲
全曲　作詞：真行寺恵里、編曲：伊藤真太郎
1. IN MY DREAM
作曲：真行寺恵里
2. WAITING FOR YOUR LOVE
作曲：真行寺恵里・伊藤真太郎
3. IN MY DREAM (inst.)

## カバーしたアーティスト
- 佐咲紗花 - カバーアルバム「SAYAKAVER.」に収録[2]。但し、曲調が原曲と異なる。

## レコーディング参加
- 伊藤真太朗 - キーボード
- 横関敦（THE SLUT BANKS） - ギター
- 関雅夫 - ベース
- 小柳"cherry"昌法（LINDBERG） - ドラム
- 山本拓夫 - サックス
- 篠崎正嗣ストリングス - ストリングスセクション
- 五十嵐淳一 - プログラミング